# Albert Saritov
Albert Ramazanovič Saritov (* 8. července 1985 Chasavjurt) je ruský zápasník čečenské národnosti, bronzový olympijský medailista z roku 2016, který od stejného roku reprezentuje Rumunsko.

## Sportovní kariéra
Zápasení se věnoval od 10 let v rodném Chasavjurtu pod vedením Selima Nucalchanova. V 16 letech odešel po vzoru svého idolu Bujasara Sajtijeva na střední sportovní školu do dalekého Krasnojarsku, kde se připravoval pod trenérskou dvojicí Mindyjašvili a Modosijani. V širším výběru ruské reprezentace se pohyboval od roku 2006. V roce 2011 si řekl o místo v ruském týmu pro mistrovství světa v Istanbulu, kde třetím místem vybojoval pro Rusko účastnickou kvótu na olympijské hry v Londýně v roce 2012. Na květnovém ruském mistrovství však prohrál ve finále s tréninkovým partnerem Anzorem Uryševem a v Londýně nakonec nestartoval.
V roce 2015 ho oslovil s nabídkou reprezentace prezident rumunského zápasnického svazu Răzvan Pîrcălabu. Nabídku přijal a se souhlasem ruské strany se v roce 2016 prvním místem na 2. světové olympijské kvalifikaci v Istanbulu kvalifikoval na olympijské hry v Riu. V Riu prohrál ve čtvrtfinále s úřadujícím mistrem světa Američanem Kylem Snyderem vysoko 0:7 na technické body. Z oprav se však probojoval do souboje o třetí místo proti Gruzínu Elizbaru Odykadzemu. V úvodní minutě získal strhem náskok 4:0 na technické body a v dalších minutách jen kontroval soupeřovy nástupy do chvatů. Vítězstvím 10:0 na technickou převahu získal bronzovou olympijskou medaili.

## Výsledky
| Turnaj             | Rusko | Rusko | Rusko | Rusko | Rusko | Rumunsko | Rumunsko | Rumunsko | Rumunsko |
| Turnaj             | 2011  | 2012  | 2013  | 2014  | 2015  | 2016     | 2017     | 2018     | 2019     |
| Turnaj             | 26    | 27    | 28    | 29    | 30    | 31       | 32       | 33       | 34       |
| Turnaj             | -84   | -84   | -84   | -86   | -97   | -97      | -97      | -97      | -97      |
| ------------------ | ----- | ----- | ----- | ----- | ----- | -------- | -------- | -------- | -------- |
| Olympijské hry     |       | —     |       |       |       | 3.       |          |          |          |
| Mistrovství světa  | 3.    |       | —     | —     | —     |          | —        | —        | úč.      |
| Evropské hry       |       |       |       |       | —     |          |          |          | —        |
| Mistrovství Evropy | —     | —     | —     | —     | —     | —        | —        | —        | —        |